# ۱۳۰۰ (قمری)
۱۳۰۰ (قمری)، هزار و سیصدمین سال در گاهشماری هجری قمری است. اول محرم این سال برابر با دوازدهم نوامبر سال ۱۸۸۲ میلادی است.

## درگذشتگان
```
آقا محمد ابراهیم ارباب
،وزیر گرجی دربار 
ناصرالدین شاه
 و پدر 
میرزا علی اصغر خان اتابک
```